# افي كاتس
افي كاتس (بالعبرية: אבי כץ‏) (بالإنجليزية: Avi Katz)‏ هو رسام توضيحي إسرائيلي وأمريكي، ولد في 1949 في فيلادلفيا في الولايات المتحدة.